# Le mille e una notte - Aladino e Sherazade
Le mille e una notte - Aladino e Sherazade (One Thousand and One Nights) è una miniserie televisiva del 2012 in due puntate, coprodotta da Italia e Germania e trasmessa su Rai 1, anche in alta definizione su Rai HD, il 26 e il 27 novembre 2012. È ispirata all'omonima raccolta di novelle e la trama combina elementi di numerose storie di questa.

## Trama
Una dama entra nel palazzo di un signore sanguinario e, per impedirgli di ucciderla, lo convince ad ascoltare la storia dell'amore tra il calzolaio Aladino e la principessa Sherazade.
Una sera la principessa, figlia del Califfo di Baghdad, esce di nascosto per andare a una festa in città, ma viene aggredita da alcuni uomini assoldati dalla sua matrigna Alissa per rapirla e ucciderla. Sherazade viene salvata da Aladino, che la libera dai suoi assalitori e poi la accompagna nei luoghi più magici e affascinanti di Baghdad. I due si innamorano perdutamente e si baciano senza sapere nulla l'uno dell'altra, ma, all'improvviso, la ragazza fugge via senza svelare ad Aladino la propria identità. Solo più tardi il calzolaio scoprirà che si tratta della principessa Sherazade, fuggita dal suo castello per esplorare la città.
Il Califfo, arrabbiato per la disobbedienza della figlia, le impone di trovare marito, ma la ragazza non intende lasciare gli studi e dedicarsi solo a fare la moglie, e vuole sposare qualcuno che le piaccia. Prendendo esempio dalla storia di Turandot, Sherazade inventa un indovinello molto difficile e solo colui che risponderà correttamente potrà averla in moglie. A riuscire nell'impresa è Aladino, che, ora che conosce l'identità della ragazza incontrata e sente di amarla, si presenta a palazzo fingendosi di essere un principe e fabbricando un paio di babbucce per lei: risolve l'indovinello, ma la sua vera identità viene alla luce e Sherazade, sentendosi ingannata, lo caccia; amareggiato dal rifiuto, Aladino lascia Baghdad. Sherazade intanto sembra accettare la mano di un altro pretendente, il principe Jafar: quella sera però origlia una conversazione fra l'uomo e Alissa, che si amano e tramano per uccidere il Califfo. La ragazza viene scoperta, ma, durante la fuga, cade in un dirupo, gli uomini di Jafar la danno per morta e decidono di dare la caccia ad Aladino.
Sherazade, però, è ancora viva e raggiunge un accampamento vicino a cercare aiuto, ignara che si tratti di un covo di predoni: sarà Jasmine, una schiava che vive nella speranza di essere ricambiata da Omar, lo spietato capo ladrone, a nasconderla. Il tentativo di fuga della ragazza viene sventato e Omar, convinto si tratti di una spia, vuole uccidere Shehrazade: Jasmine la spaccia per sorella propria e le salva la vita, anche se la principessa diventa una schiava costretta a fare lavori umili.
Intanto Aladino, ignaro dell'accaduto e ricercato per l'omicidio del Califfo, attira l'attenzione della maga Namuna, che lo assume per catalogare i libri della biblioteca del suo palazzo. I tentativi di seduzione della donna non vanno a segno e Aladino viene rinchiuso insieme a un pappagallo parlante, che gli racconta di essere un Genio (Massimo Lopez), che aveva rifiutato dieci anni prima di dire a Namuna dove si trovava una lampada magica che realizza i desideri, e perciò la maga l'aveva tramutato in uccello. Con uno stratagemma il ragazzo riesce a trasformare la maga in un uccello e a scappare con il genio, tornato uomo: i due s'incamminano alla ricerca della lampada, Aladino riesce infine a trovarla, la usa saggiamente per portare l'acqua nel villaggio vicino, e finisce con l'accettare di diventare signore del villaggio.
Sherazade torna a Baghdad alla ricerca di Aladino per provare a riconquistarlo; in attesa del suo ritorno, rimane a casa dei genitori del ragazzo, diventando una calzolaia. Tempo dopo, si reca nel palazzo di un signore vicino a vendergli un paio di stivali e si ritrova davanti proprio il suo amato; la coppia, riunitasi, parte per Baghdad, dove però Jafar fa imprigionare Aladino e lo condanna all'impiccagione con l'accusa falsa aver ucciso il Califfo. Ma quando il giorno dopo Aladino viene fatto salire sul patibolo, Sherazade, da tutti ritenuta morta, si mostra alla folla e rivela chi i veri assassini, cioè Jafar e Alissa; il popolo che assiste, grazie all'aiuto dei predoni di Omar, riesce a fermare le guardie di Jafar, che viene arrestato insieme ad Alissa.
Aladino e Sherazade finalmente coronano il loro sogno d'amore e si sposano. Namuna, però, si presenta al matrimonio e getta un incantesimo per dividere i due amanti: Aladino perde la memoria e viene trasportato in un luogo ignoto; nell'ipotesi che Sherazade lo trovi, lui non la riconoscerà e la ucciderà. La principessa scorre tre anni alla ricerca del suo sposo, riuscendo a trovarlo, ma lui non la riconosce, e la fanciulla prega di lasciarla viva se questa racconterà all'uomo una storia che gli piaccia. Finisce quindi la narrazione, che è durata diverse notti successive. L'uomo che sta ascoltando la storia, è in realtà Aladino, che riconosce in quel momento la narratrice come Sherazade e l'incantesimo cessa: marito e moglie quindi, riunitisi, danno alla luce un figlio e possono vivere per sempre felici e contenti.

## Ascolti televisivi
| Nº | Titolo          | Prima TV Italia  | Telespettatori | Share  |
| -- | --------------- | ---------------- | -------------- | ------ |
| 1  | Prima puntata   | 26 novembre 2012 | 5 769 000      | 20,02% |
| 2  | Seconda puntata | 27 novembre 2012 | 6 111 000      | 21,33% |